# ACTC认证
ACTC认证是苹果认证技术专员（英文：Apple Certified Technical Coordinator）认证的简称。该认证属于苹果公司针对Mac OS X技术支持认证体系中的高级认证。主要针对苹果Mac OS X Server的技术支持工程师、销售支持工程师。
ACTC主要考核专业技术人员在OS X Server服务器领域的技术支持和故障诊断技能。包括：如何安装和配置OS X Server，以提供基于网络的服务，如：文件共享、邮件服务、Web服务和Wiki等。如何使用工具来高效的管理和部署OS X和软件更新等。
在参加这个认证考试前，必须先取得ACSP认证。取得ACTC认证需要参加1门考试，目前ACTC认证考试的版本是针对OS X Server 10.7，即 “OS X Server Essentials 10.7”认证考试。考试编号：9L0-515，考试时间为2小时，总共有91题，包括单选题和多选题，考试正式开始前，考生需完成5 题调查题（不计时，不计分）。合格标准为正确题目超过71%。
根据苹果公司规定，目前考生只能在苹果授权培训中心（AATC）报名和参加ACTC认证考试。

## 外部連結
- （英文）苹果公司培训官方网站（页面存档备份，存于）
- （简体中文）苹果授权培训中心官方网站（页面存档备份，存于）